# باشگاه بسکتبال رئال مادرید
باشگاه بسکتبال رئال مادرید (انگلیسی: Real Madrid Baloncesto) یک تیم بسکتبال حرفه‌ای مستقر در مادرید اسپانیا است که در سال ۱۹۳۱ تأسیس شده‌است. تیم رئال مادرید بالونسستو (بسکتبال) با ۱۱ قهرمانی در بین باشگاه‌های اروپا پرافتخارترین تیم است.